# Pilar Aróstegui
Pilar Aróstegui Santiago (Vitoria, 6 de febrero de 1944 - 16 de enero de 2006) fue una archivera española. Fue la primera mujer archivera del Archivo Municipal del Ayuntamiento de Vitoria durante más de tres décadas. Desde el 17 de enero de 2007 el Archivo Municipal lleva el nombre de “Pilar Aróstegui”.

## Biografía
Pilar Aróstegui Santiago entendía la historia y la cultura como un bien social, lo que dotaba de sentido a su trabajo como archivera. Según sus propias palabras: “Un archivo es la garantía de los derechos y deberes de la institución de la que emana y de los ciudadanos que se relacionan con ella. Por otro lado, desde un punto de vista cultural, un archivo es el que nos garantiza que como ciudad y colectivo tenemos una identidad propia, ni mejor ni peor de la que pueden tener otros lugares, pero distinta. Todo ello influenciado por la situación geográfica, la economía y la evolución histórica que han marcado quiénes somos, dónde estamos y hacia dónde vamos”.
Pilar Aróstegui, bien conocida y querida por aquellas personas que han desarrollado tareas de investigación histórica, realizó durante su vida una labor callada y discreta, pero incesante y fructífera. Sensible a los temas humanos y a las cuestiones sociales, cooperó activamente en diversas organizaciones con fines humanitarios, a la vez que mantuvo un estilo de vida austero y comprometido.

## Trayectoria
Cursó sus primeros estudios en el colegio Sagrado Corazón de Jesús de Vitoria. En 1970 se licenció en Filosofía y Letras por la Universidad de Navarra.
En su primera etapa profesional se dedicó a la docencia en el colegio Sagrado Corazón de Jesús y en la Universidad de Navarra. En 1965 ingresó por oposición como auxiliar administrativo en el Ayuntamiento de Vitoria. 
Sus primeros pasos en tareas archivísticas fueron guiados por Antonio Mañueco, con el que colaboró en el Archivo del Territorio Histórico de Álava, la Biblioteca Pública de Vitoria y el Centro Provincial Coordinador de Bibliotecas. Esta experiencia profesional y su excelente expediente académico hicieron posible que ella fuera la primera mujer que ocupó el cargo de Archivera en la ciudad. El 3 de agosto de 1972 es contratada por el Ayuntamiento como Archivera-Bibliotecaria y ejerce como tal desde esa fecha. Toma de posesión de la plaza en propiedad el 1 de marzo de 1974. Desde 1972 hasta su fallecimiento en 2006 fue la máxima responsable del Archivo Municipal de Vitoria.
Durante las tres décadas en las que Aróstegui permaneció al frente del Archivo, fue notable el desarrollo del mismo, tanto en lo que se refiere al volumen de sus fondos, que hizo necesaria la realización de dos traslados, como en la complejidad y variedad de los servicios prestados, lo que obligó a Pilar Aróstegui a hacer frente a importantes retos profesionales como: la modernización de la gestión documental, la introducción de herramientas informáticas, el impulso, organización y descripción bibliográfica de las Bibliotecas de Estudios Locales y Técnica del Ayuntamiento y la puesta en marcha de las Secciones Gráfica y Fotográfica, teniendo como objetivo primordial el servicio a la ciudadanía, a las personas investigadoras y al propio Ayuntamiento. Del análisis exhaustivo de los fondos publicó "Censo-guía de archivos y colecciones fotográficas de Álava" en 1988.
Dirigió la publicación del Boletín Municipal de Vitoria entre 1973 y 1977 y formó parte del Comité Organizador del I Congreso de Estudios Históricos “Vitoria en la Edad Media” en la conmemoración del 800 Aniversario de la fundación de la ciudad, coordinando la edición de sus actas. Participó además en el proyecto de creación de un Museo de la Ciudad que no llegó a realizarse y en multitud de actividades culturales y formativas..

## Premios y reconocimientos

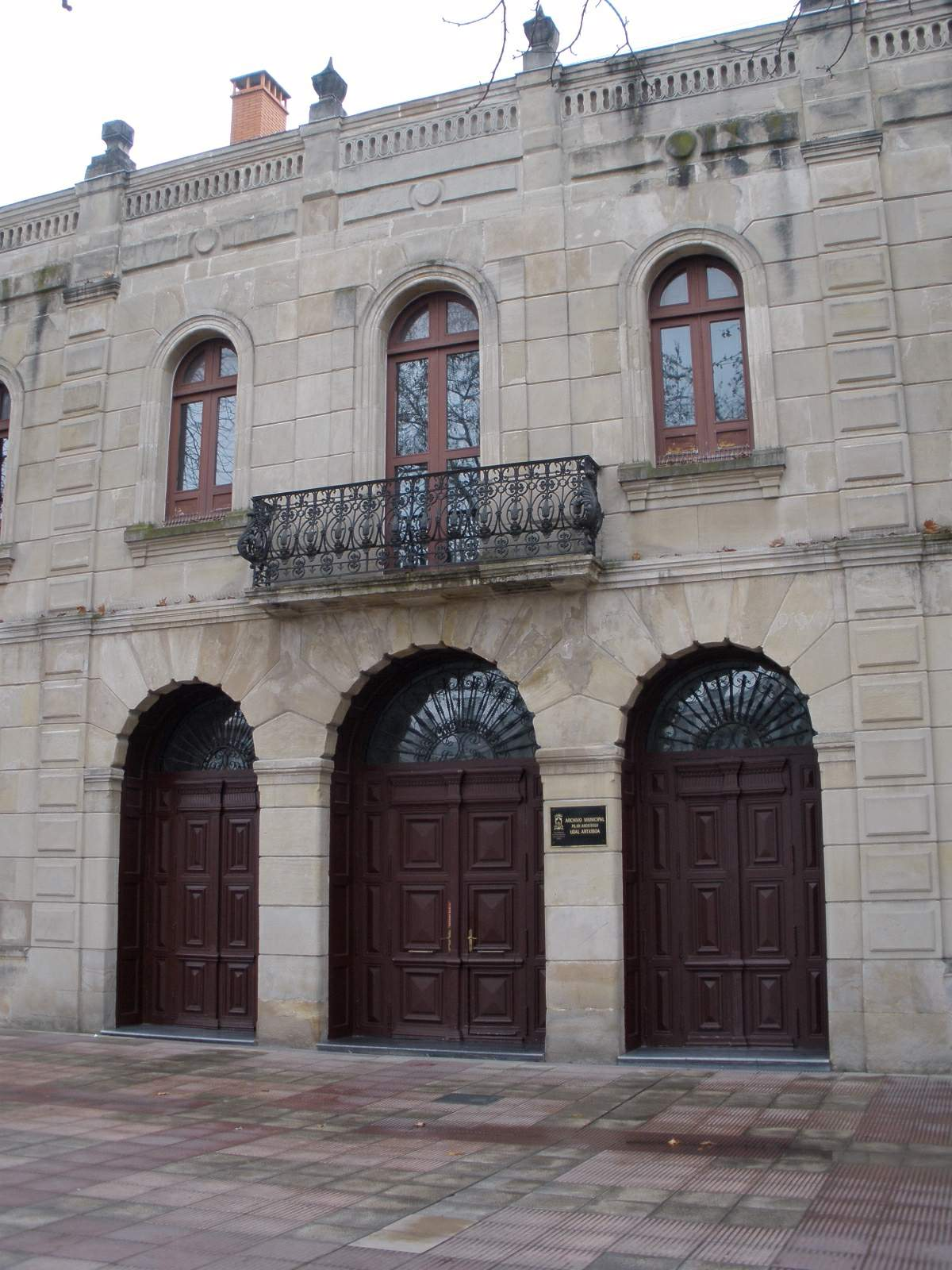
Vitoria - Archivo Municipal Pilar Arostegui 1

- Desde el 17 de enero de 2007 el Archivo Municipal lleva el nombre de “Pilar Aróstegui”.[16]